# Barwa odwrotnej strony
Barwa odwrotnej strony – barwa papieru barwionego z jednej strony na niezadrukowanej części znaczka pocztowego. Spotykane sporadycznie, powstają głównie w wyniku błędów drukarskich, choć zdarzały się przypadki celowego barwienia odwrotnej strony (np. znaczki Brytyjskiej Afryki Wschodniej i Ugandy z 1912 roku).